# Ibipeba
Ibipeba là một đô thị thuộc bang Bahia, Brasil. Đô thị này có diện tích 1417,141 km², dân số năm 2007 là 9519 người, mật độ 6,72 người/km².